# 中央區 (埼玉市)
中央區（日语：／ Chūō ku */?）是日本埼玉市的10個行政區之一。其範圍為舊與野市全域及浦和市、大宮市的部分區域。

## 地理

### 位置
位於埼玉市中央偏西的位置。南北長約5.5公里，東西長約3.5公里。
現在的中央區相當於舊與野市域與東北側的舊浦和市上木崎1丁目，及舊大宮市北袋町1丁目、吉敷町2丁目、錦町各一部分（當時升格為政令指定都市時，屬於舊3市的「埼玉新都心土地區劃整理事業區域西側地區（埼玉新都心東北本線以西的區域）」編入本區）。

### 地形
地處關東平原的埼玉市中央區，海拔最低點為4.7公尺（大戶2丁目），最高點為16.6公尺（鈴谷4丁目）。周邊河川多由北向南流，台地與低地也與河川平行，地形上由東向西呈現台地－低地－台地－低地的地形。
本區最東側是大宮台地（北足立台地）的浦和·大宮支台。其西側為以鴻沼川（霧敷川）為中心的鴻沼低地。其西側是大宮台地（北足立台地）的與野支台，本區最西部是荒川沿岸低地。
- 河川、水路：鴻沼川（日语：鴻沼川）（霧敷川）、高沼用水路（日语：高沼用水路）

### 土地利用
區內839公頃中，有482.9公頃為住宅地，農地山林稀少。2005年（平成17年）全區皆屬人口集中地區（DID）。但鴻沼川（霧敷川）兩側為市街化調整區域，可見農地與空地。
與野的市區（本町）位於大宮台地上的與野支台，但區役所與埼玉市中央消防署、市立與野圖書館等行政設施多在其東側的鴻沼低地。區東北端是埼玉新都心的一部分，有掌管關東甲信越地方的國家行政機關與埼玉超級競技場。

## 人口
中央區成立後人口緩慢增長。
| \| 2003年 \| 87,921人 \| \| \| 2004年 \| 89,639人 \| \| \| 2005年 \| 90,562人 \| \| \| 2006年 \| 91,454人 \| \| \| 2007年 \| 91,586人 \| \| \| 2008年 \| 93,425人 \| \| \| 2009年 \| 94,560人 \| \| \| 2010年 \| 95,244人 \| \| \| 2011年 \| 95,673人 \| \| \| 2012年 \| 95,875人 \| \| \| 2013年 \| 96,473人 \| \| \| 2014年 \| 97,860人 \| \| \| 2015年 \| 98,609人 \| \| |          |  |
| |          |  |
| 2003年 | 87,921人 |  |
| 2004年 | 89,639人 |  |
| 2005年 | 90,562人 |  |
| 2006年 | 91,454人 |  |
| 2007年 | 91,586人 |  |
| 2008年 | 93,425人 |  |
| 2009年 | 94,560人 |  |
| 2010年 | 95,244人 |  |
| 2011年 | 95,673人 |  |
| 2012年 | 95,875人 |  |
| 2013年 | 96,473人 |  |
| 2014年 | 97,860人 |  |
| 2015年 | 98,609人 |  |

## 歷史

### 區名由來
「與野」是此地的歷史地名，在區名公募或區名投票中皆大幅領先，但當時擔任區名選定委員會委員長的井原勇提案「中央區」，並表示「埼玉市誕生前的合併協議會已決議採用中央區」。此提案經委員會表決通過後成為正式區名。
之後委員會曾提案將區名改為「與野區」，但未獲得市議會採納。

#### 區名決定過程
- 2001年（平成13年）10月22日 - 埼玉市行政區劃審議會公告9區劃。現中央區暫稱「E區」[8]。
- 2002年（平成14年）2月21日 - 第1回埼玉市區名選定委員會確認實施區名公募與區名投票[9]。
- 5月1日～24日 - 進行區名公募。前三名為「與野區」882件、「中央區」514件、「新都心區」24件[10]。
- 6月22日 - 區名檢討會提出六區名案（與野區、中央區、新都心區、彩央區、埼京區、中央與野區）[11]。
- 8月1日～16日 - 區名投票，與野區獲得1,941票，占全體48.99%。中央區獲得1,171票、新都心區獲得435票、彩央區獲得267票、中央與野區獲得88票、埼京區獲得60票[12]。
- 9月30日 - 第4回埼玉市區名選定委員會，委員長井原勇以「擁有埼玉新都心、市域的地理中心」為理由選擇區名投票第2名的「中央區」。一番言論引起多名委員不滿。最終經舉手投票表決，通過井原的「中央區」提案。
- 10月2日 - 埼玉市行政區劃審議會報告審議結果。

### 行政區劃變遷
- 1889年4月1日 - 北足立郡與野町、小村田村、下落合村、上落合村、中里村、大戶村、鈴谷村、上峰村、八王子村、圓阿彌村合併成立與野町。
- 1958年7月15日 - 市制施行，為與野市。
- 2001年5月1日 - 浦和市、大宮市、與野市合併成立埼玉市。
- 2003年4月1日 - 升格政令指定都市，舊與野市與埼玉新都心西側地區成立中央區。

## 行政、政治

### 行政機關
- 中央區役所

中央區役所位在舊與野市市廳舍。
- 浦和西警察署（日语：浦和西警察署）

浦和西警察署管轄埼玉新都心地區的新都心、大字上落合除外的中央區、櫻區全域與浦和區的上木崎1丁目。
- 埼玉市消防局中央消防署
- 埼玉新都心合同廳舍
- 埼玉地方法務局（日语：東京法務局）
- 浦和稅務署

### 區長
丸山信弘

### 選舉區
- 日本眾議院選舉（小選舉區）：埼玉縣第5區（中央區、西區、北區、大宮區）
- 埼玉縣議會（日语：埼玉県議会）選舉（1席） ： 南第7區
- 埼玉市議會（日语：さいたま市議会）選舉（5席） ： 中央區選舉區

## 設施、名勝

### 再開發地
- 埼玉新都心
  - 埼玉超級競技場
  - Rafre埼玉（ラフレさいたま）
  - 櫸樹廣場（日语：けやきひろば）
  - LAND AXIS TOWER（ランドアクシスタワー）

- Ursa北與野（日语：アルーサ北与野）

### 劇場
- 彩之國埼玉藝術劇場（日语：彩の国さいたま芸術劇場）

### 商業設施
- 永旺夢樂城與野（日语：イオンモール与野）

### 公園、寺社
- 與野公園（日语：与野公園）：1877年（明治10年）開園。以1977年（昭和52年）打造的玫瑰園聞名。玫瑰是舊與与野市民之花及現中央區花。
- 妙行寺：內有樹齡達1000年的榧樹，稱「與野大榧」。榧樹是舊與野市木。
- 與野七福神

### 保健醫療設施
- 埼玉紅十字醫院（日语：さいたま赤十字病院）
- 埼玉精神神經中心
- 埼玉市保健所（日语：さいたま市保健所）

## 經濟

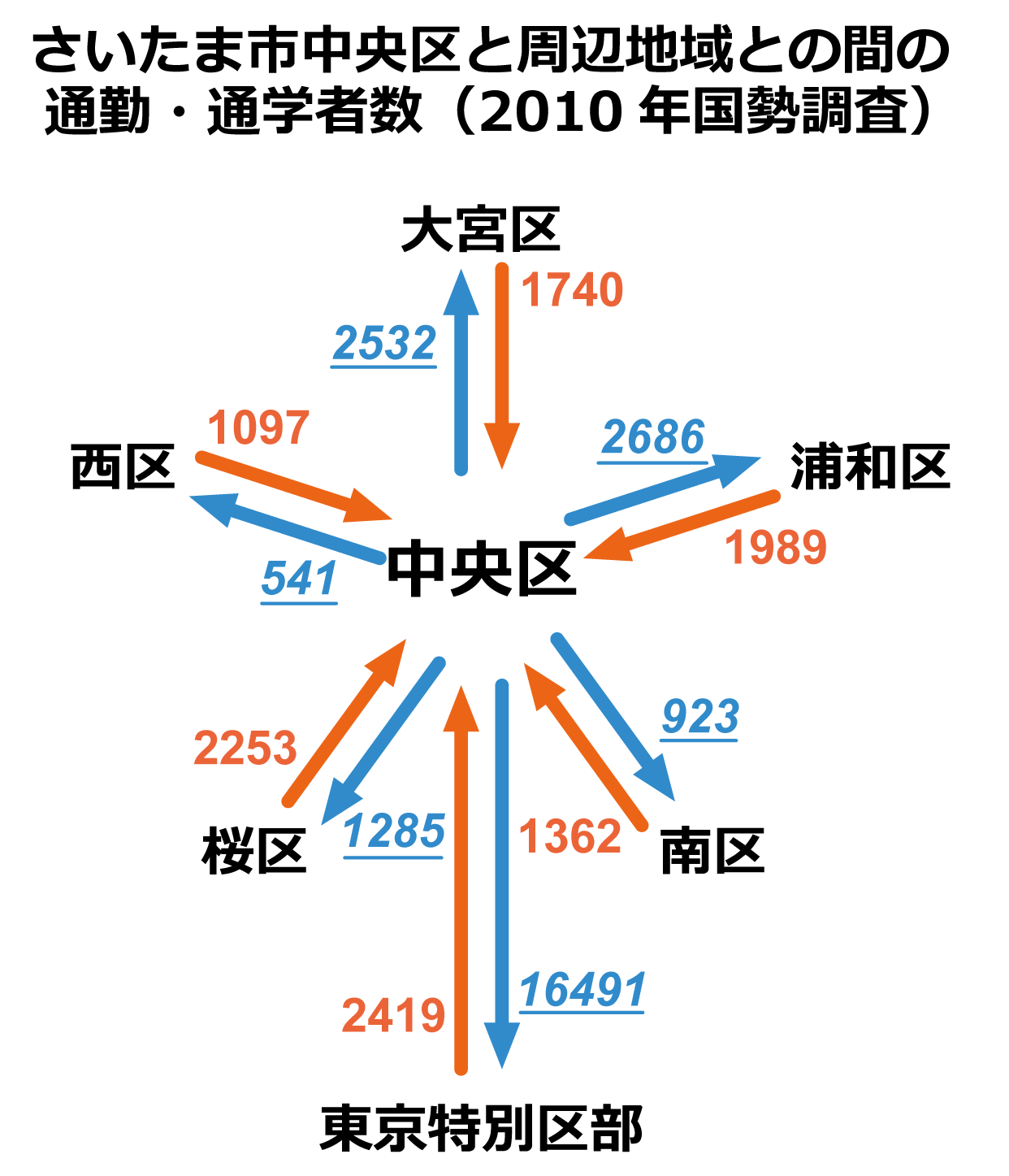
中央區相當於東京、浦和區、大宮區的郊外，相當於櫻區、西區的市中心。

### 企業
- 與野Food Center（日语：与野フードセンター）本社
- 安樂亭（日语：安楽亭）本社
- 歌樂本社
- 日本郵政集團埼玉大廈

### 通勤、通學流動
距離東京都心約25公里的埼玉市中央區，與、埼玉市其他區一樣有大量前往東京都心的通勤、通學者，如同東京的郊外都市。同時，也有許多通勤、通學者是前往埼玉市行政、商業等都市機能匯集的浦和區及大宮區。
另一方面，相對於西區、櫻區，流入中央區的人口反而較多。
2010年，中央區夜間人口有96,055人，日間人口有94,538人，日夜間人口比率為98.4%。其比率在東京郊外性質強烈的埼玉縣（日夜間人口比率88.6%）與埼玉市（日夜間人口比率92.8%）中位居前段。

## 交通

### 鐵路
東日本旅客鐵道
- 埼京線：南與野站 - 與野本町站 - 北與野站
- 京濱東北線（東北本線）
  - 本區東北側大致以鐵道路廊為界。與野站（浦和區）與埼玉新都心站（大宮）部分站體位於區內。

### 巴士
- 國際興業（日语：国際興業） - 區內大部分地區。
- 西武巴士 - 區內南部為主。

### 道路
- 首都高速埼玉大宮線
- 國道17號（中山道）
- 國道17號（新大宮繞道）
- 国道463号（埼大通）
- 埼玉縣道56號埼玉富士見野所澤線（日语：埼玉県道56号さいたまふじみ野所沢線）
- 埼玉縣道57號埼玉鴻巢線（日语：埼玉県道57号さいたま鴻巣線）
- 埼玉縣道119號與野停車場線（日语：埼玉県道119号与野停車場線）
- 埼玉縣道159號埼玉北袋線（日语：埼玉県道159号さいたま北袋線）
- 埼玉縣道165號大谷本鄉埼玉線（日语：埼玉県道165号大谷本郷さいたま線）（本町通）
- 埼玉縣道214號新方須賀埼玉線（日语：埼玉県道214号新方須賀さいたま線）
- 埼玉縣道215號宗岡埼玉線（日语：埼玉県道215号宗岡さいたま線）
- 與野中央通（日语：与野中央通り）
- 巽通（たつみ通り）
- 八幡通
- 西大通
- 里見通
- 白鍬通
- 大戶中通

## 教育

### 小學校
| - 埼玉市立與野本町小學校 - 埼玉市立上落合小學校 - 埼玉市立大戶小學校 | - 埼玉市立下落合小學校 - 埼玉市立與野西北小學校 - 埼玉市立鈴谷小學校 | - 埼玉市立與野八幡小學校 - 埼玉市立與野南小學校 |

### 中學校
市立
| - 埼玉市立與野東中學校 - 埼玉市立與野西中學校 | - 埼玉市立與野南中學校 | - 埼玉市立八王子中學校 |

私立
- 淑德與野中學校

### 高等學校
| - 埼玉縣立泉高等學校 | - 埼玉縣立與野高等學校 | - 淑德與野高等學校 |

### 社會教育設施
- 埼玉市立圖書館（日语：さいたま市立図書館）（與野圖書館、與野南圖書館、與野圖書館西分館）

## 圖片
- 早晨的埼玉新都心
- 北與野行人天橋（日语：北与野デッキ）
- 埼玉新都心櫸樹廣場點燈
- 埼玉超級競技場
- 埼玉市保健所（日语：さいたま市保健所）
- 埼玉紅十字醫院（日语：さいたま赤十字病院）
- 彩之國埼玉藝術劇場（日语：彩の国さいたま芸術劇場）
- 浦和西警察署（日语：浦和西警察署）
- 與野公園（日语：与野公園）玫瑰園
- 妙行寺大櫸樹

## 町字
| - 上峰 - 圓阿彌 - 大戶 - 上落合 | - 櫻丘 - 下落合 - 新都心 - 新中里 | - 鈴谷 - 八王子 (埼玉市) - 本町西 - 本町東 |

## 備註
1. ↑  .   [2015-09-24]. （原始内容存档于2013-04-24）.
2. ↑  .   [2015-09-24]. （原始内容存档于2012-07-22）.
3. 1 2  .   [2015-09-24]. （原始内容存档于2013-06-25）.
4. ↑  与野市総務部市史編さん室(1998)3-5頁、7頁
5. ↑  http://www.city.saitama.jp/006/013/005/001/jikeiretsu.html （页面存档备份，存于） さいたま市の人口・世帯（時系列結果）
6. ↑  さいたま市区名選定委員会　第4回審議結果 （页面存档备份，存于）
7. ↑  さいたま市議会平成14年12月定例会（12月20日）における岡崎康司総務委員長の発言による
8. ↑  .   [2015-09-24]. （原始内容存档于2020-11-21）.
9. ↑  [第1回さいたま市区名選定委員会 審議結果 http://www.city.saitama.jp/006/012/001/010/004/p022994.html （页面存档备份，存于）]
10. ↑  .   [2015-09-24]. （原始内容存档于2020-11-21）.
11. ↑  .   [2015-09-24]. （原始内容存档于2020-11-21）.
12. ↑  .   [2015-09-24]. （原始内容存档于2021-01-26）.

## 外部連結
- 埼玉市中央區 （页面存档备份，存于）